# Metodo probabilistico
Un metodo probabilistico, nell'ambito dell'ingegneria, è uno strumento di progettazione basato sulla teoria della probabilità.
Viene applicato ad esempio per:
- determinare la resistenza più probabile per un elemento strutturale;
- ipotizzare il livello di sollecitazione più probabile a cui una struttura sarà sottoposta durante la sua vita utile.

La progettazione basata su questi criteri conduce ad un dimensionamento cautelativo nei confronti dei valori di resistenza e sollecitazione più probabili mediante l'uso di opportuni coefficienti di sicurezza, come ad esempio accade nel metodo degli stati limite.
Come risultato puramente statistico, si accetta che una sola struttura su 10 000 possa essere soggetta ad un collasso, totale o parziale. Questo si verifica quando sollecitazioni inaspettate superano nettamente le resistenze strutturali.
Se i legislatori avessero optato per accettare un crollo ogni 100 000 strutture, questo avrebbe evidentemente comportato spese di costruzione di gran lunga superiori ma non avrebbe comunque potuto conferire ad esse la sicurezza dell'immunità assoluta. Si tratta quindi, in termini molto semplici, di un rischio che si accetta di subire, per realizzare un progetto con un onere accettabile.
Nella pratica progettuale, per la stima delle sollecitazioni e resistenze, si fa ricorso al calcolo di un valore caratteristico, individuando anche un frattìle. I coefficienti di sicurezza impongono di cautelarsi rispetto ai valori caratteristici, fornendo il livello più probabile di sicurezza.